# Renascença Africana
A Renascença Africana é um conceito de que o povo e as nações da África devem superar os atuais desafios com que se defronta o continente, promovendo uma renovação cultural, científica e econômica.
A noção de Renascença Africana foi inicialmente formulada pelo antropólogo e historiador senegalês Cheikh Anta Diop em uma série de ensaios elaborados a partir de 1946 e posteriormente reunidos no livro Towards the African Renaissance: Essays in Culture and Development, 1946-1960. Mais tarde, o conceito foi popularizado pelo sucessor de Nelson Mandela na presidência da África do Sul, Thabo Mbeki (1999 - 2008), que anunciou o início da Renascença Africana quando era ainda vice-presidente.
Na África do Sul, a expressão "Renascença Africana" foi utilizada pela primeira vez em 1994, após a primeira eleição democrática pós-Apartheid. O conceito, ainda em formação, tomou forma em maio de 1996, quando Mbeki, então vice-presidente, pronunciou o famoso discurso "Eu sou um Africano", após a adoção da nova Constituição do país:
"...Eu nasci de um povo de heróis e heroínas. [...] Tenhamos paciência pois a história está do lado deles, e eles não desanimam se o tempo está ruim. Eles triunfam novamente quando o sol nasce, no outro dia. [...] Quaisquer que sejam as circunstâncias que eles tenham vivido e por causa dessas experiências, eles estão determinados a decidir por si mesmos quem são e o que serão."
Em abril de 1997, Mbeki articulou os elementos constitutivos da Renascença Africana: coesão social, democracia, reconstrução econômica e crescimento e a inserção da África, de forma significativa, no cenário geopolítico mundial.
Atualmente o conceito continua sendo um item-chave da agenda política pós-Apartheid.

## African Renaissance Institute
Em 11 de outubro de 1999, foi fundado o African Renaissance Institute (ARI) em Pretória. O instituto está sediado em Gaborone, Botswana e suas prioridades incluem  o desenvolvimento de recursos humanos, ciência e tecnologia, agricultura, nutrição e saúde, cultura, comércio, paz e boa governança na África. Em seu livro The African Renaissance: History, Significance and Strategy, Washington Okumu escreve sobre a importância do desenvolvimento científico e tecnológico:
"O primeiro e mais importante papel do African Renaissance Institute agora e nos próximos anos é reunir uma massa crítica  de primeira classe formada por cientistas africanos e assegurar a eles recursos suficientes e de modo contínuo, assim como infraestrutura suficiente, para que possam empreender a resolução de problemas significativos em P&D aplicada à produção industrial, levando a resultados econômicos realmente importantes."